# Sečovlje
Sečovlje (italsky Sicciole) je slovinské sídlo.

## Poloha
Sečovlje leží v nejjižnější části slovinského pobřeží Jaderského moře, těsně u hranic s Chorvatskem. Náleží k obci Piran, spolu s ní je součástí regionu Primorska.

## Historie a současnost
Podle archeologických nálezů a písemných pramenů bylo místo osídleno už v době Římské říše. Rozhodující význam pro jeho rozvoj měly místní soliny. Mezi roky 1935 a 1972 se tu těžilo též černé uhlí. V současnosti je značný také turistický a dopravní význam. Místo je též známé jako jedna z oblastí hraničních sporů mezi Slovinskem a Chorvatskem.

## Doprava

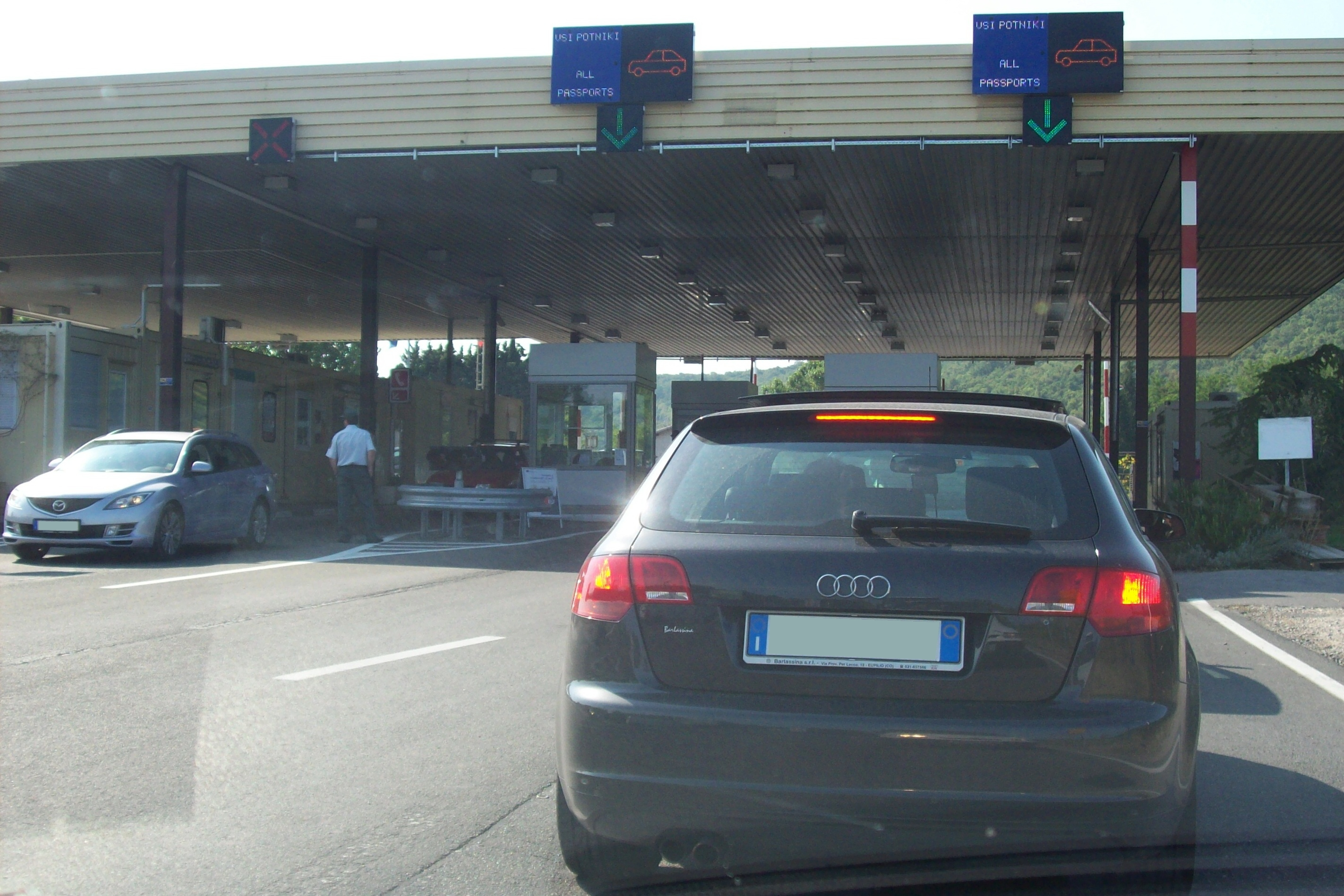
Hraniční přechod

Místem prochází silnice vedoucí do Chorvatska, je zde hraniční přechod zajišťující spojení s chorvatskou částí západního pobřeží Istrie. V blízkosti je v provozu Letiště Portorož, třetí největší mezinárodní letiště ve Slovinsku.